# 阿爾比恩蘭丁 (密歇根州)
阿爾比恩蘭丁（英語：Albion Landing）是位於美國密歇根州卡爾霍恩縣的一個非建制地區。

## 地理
阿爾比恩蘭丁所處的海拔為高於海平面161米（即528英呎），而該地所採用的時區為UTC-5，即北美东部時區（EST）。同時該地設有夏令時間，為UTC-5調快一小時，即UTC-4（EDT）。